# Данијел ван Бујтен
Данијел ван Бујтен (хол. Daniel Van Buyten; 7. фебруар 1978) је бивши белгијски фудбалер. Играо је на позицији штопера.